# Râul Kadisha
Râul Kadisha sau Nahr Abu Ali este un râu din Liban. Curge 45 kilometri (28 mi) de la est la vest de la grota Kadisha, la jumătatea distanței dintre Bsharri și Cedrii lui Dumnezeu, până la Marea Mediterană la Tripoli. Râul curge de-a lungul Văii Kadisha, sculptând chei adânci.
La trecerea sa prin Tripoli, albia este zidită și parțial acoperită. Râul este foarte poluat.

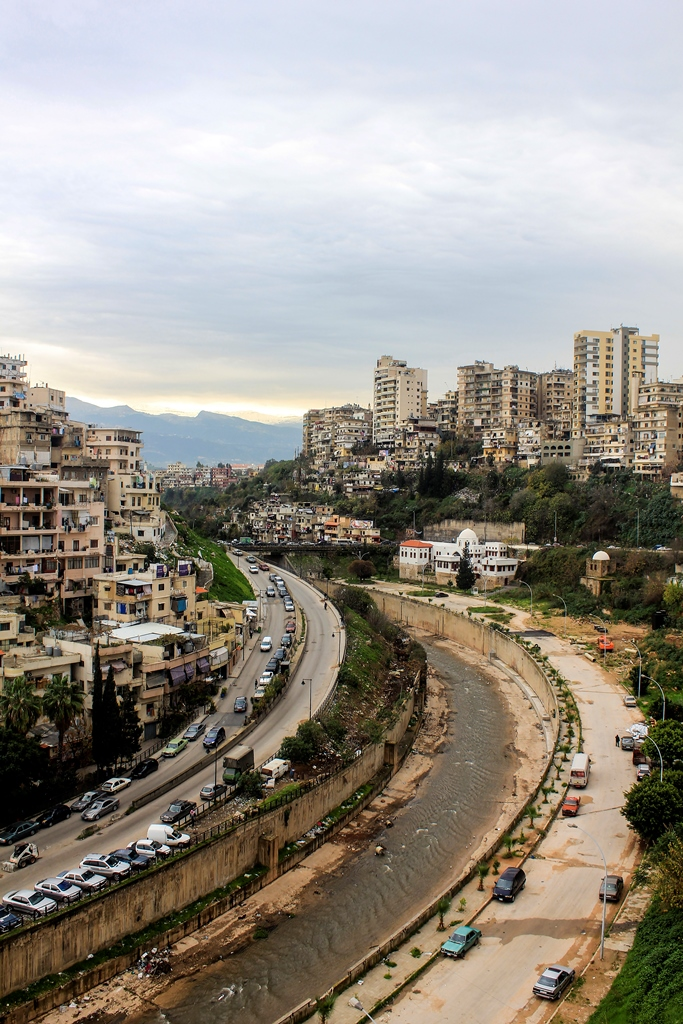
Zidul Nahr Abu Ali de la Tripoli